# Ange Roussel

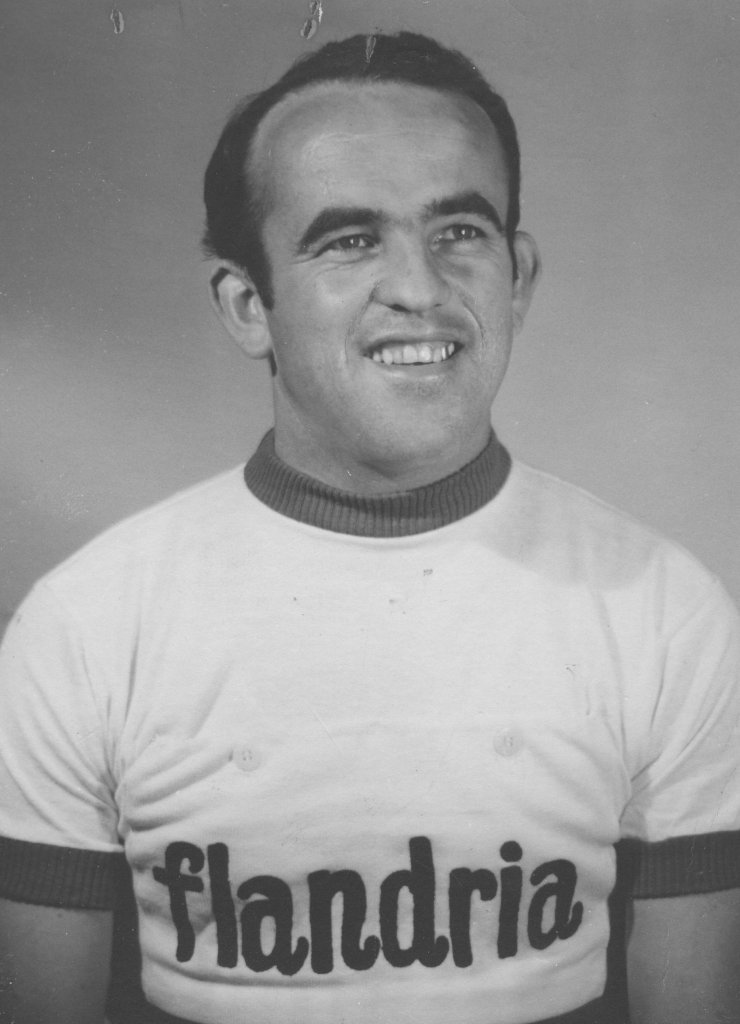
Ange Roussel (1961)

Ange Roussel (* 6. Januar 1934 in Remungol; † 17. Januar 2018 in Moréac) ist ein ehemaliger französischer Radrennfahrer.

## Sportliche Laufbahn
Roussel war im Straßenradsport aktiv. Er begann mit dem Radsport 1949 im Verein Vélo-Club de Colpo. Nach einigen Siegen in regionalen Rennen hatte er seine bedeutendsten Erfolge mit dem Gewinn der Kanada-Rundfahrt (Tour du Saint-Laurent) 1960 (vor Luis Zerate) und 1963, wobei er mehrere Etappen gewann. 1963 siegte er im afrikanischen Etappenrennen Tour de Côte d’Ivoire.

## Berufliches
1964 wurde Ange Roussel Nationaltrainer in Tunesien für den Straßenradsport. Später war er Sportlicher Leiter in regionalen bretonischen Teams. Auch in Neukaledonien arbeitete er als Trainer. Für den französischen Verband trainierte er den Kader für das Mannschaftszeitfahren. Zudem war er in zahlreichen internationalen Etappenrennen Trainer der französischen Nationalmannschaft.